# Pierre Falck
Pour les articles homonymes, voir Falck (homonymie).
Pierre Falck (Peter Falck en allemand), né vers 1468 à Fribourg et mort le 6 octobre 1519 au large de Rhodes au retour de son second voyage à Jérusalem, est un homme politique, diplomate et érudit suisse. La bibliothèque humaniste qu'il constitua de son vivant est considérée aujourd'hui comme l'une des plus importantes en Suisse.

## Biographie
Pierre Falck naît vers 1468, à Fribourg, dans une famille de notaire et de secrétaire de ville. À la mort de son père Bernhard (1480), il est envoyé se former au notariat en Alsace (probablement à Kaysersberg). À son retour à Fribourg, il entre en politique. Bourgeois de la ville, il est élu au Conseil des Deux-Cents (1493), puis des Soixante (1494). Il mène en parallèle de son activité de notaire, une carrière administrative et militaire : greffier du tribunal (1493-1505) ; Landrichter (1502-1504); premier bailli de Villarepos (1503) ; bailli de Morat (1505-1510) où il s’installe avec sa femme Anna von Garmiswil († 1518) et leur fille Ursula puis enfin banneret du quartier du Bourg (1510-1511); bourgmestre de Fribourg (1511-1514) ; lieutenant de l’avoyer (1514) et enfin avoyer (1516-1519).
Durant les dernières années du XVe siècle, Falck est aussi actif hors des frontières de Fribourg. Les cantons confédérés entrent sur la scène de la politique européenne aux côtés de l’Empire, de la France et de la papauté. Négociant tour à tour des alliances avec les différents belligérants, ils s’engagent dans plusieurs conflits pour consolider les frontières de leur territoire en pleine expansion. Fribourg, entré dans la confédération en 1481, prend part aux conflits aux côtés des autres cantons. Il envoie des troupes dans le Hegau et le Sundgau lors de la guerre de Souabe. Des Fribourgeois rejoignent les troupes confédérées dans les campagnes d’Italie opposant le roi de France, le roi d’Espagne (qui se disputent le royaume de Naples) et l’empereur Maximilien Ier. Dès 1510, Fribourg fait de Falck son représentant auprès de la Diète confédérée. Il suit les troupes fribourgeoises en tant que secrétaire de camp et conseiller de guerre, expérience qui lui vaut de prendre le commandement des troupes fribourgeoises sur le front italien. Nommé capitaine, il conduit ses hommes à l’expédition de Chiasso (1510), puis lors de la « froide campagne d’hiver » (1511) et durant la campagne de Pavie (1512),.

### L'affaire Arsent
En 1510, plutôt que de renouveler leur alliance avec le roi de France, les cantons adoptent le parti du pape Jules II (1503-1513) qui s’efforce de chasser les Français d’Italie. Mathieu Schiner, évêque de Sion (1499-1522) et cardinal, joue un rôle important dans ce rapprochement. Ce revirement politique ne plaît toutefois pas à tout le monde; conséquence, les partisans du pape et ceux du roi de France s’affrontent dans plusieurs cantons. En Valais, par exemple, un conflit oppose Schiner à Georges Supersaxo, partisan des Français. En route pour Lucerne, Supersaxo est arrêté à Fribourg où Schiner lui intente un procès dans lequel François Arsent, ancien avoyer et chef du parti français, est commis à sa défense. Arsent, après avoir laissé Supersaxo s’évader, doit affronter à Fribourg la colère populaire, attisée par le parti pontifical, mené par Pierre Falck. Le 18 mars 1511, à l’issue d’un procès politique dirigé par Falck, il est condamné à mort pour trahison.

### Carrière diplomatique
En 1511, il devient bourgmestre de la ville de Fribourg. L'année suivante, la Diète de Baden l’envoie à Rome en compagnie du représentant de Berne pour discuter avec Jules II d’une possible entrée de l’empereur dans la Sainte-Ligue et des conséquences potentielles de celle-ci sur les rapports avec Venise, ennemie de l’Empire. Fribourg charge également son bourgmestre d’obtenir du pape l’érection de l’église paroissiale Saint-Nicolas au rang de collégiale (desservie par un chapitre), ce que Jules II accordera. Arrivés à Rome, les délégués suisses découvrent que le pape a déjà conclu un accord avec l’empereur. Le pape leur propose alors de s’associer à sa propre délégation envoyée à Venise pour apaiser la République. Malgré l’échec de la mission (Venise s’allie au roi de France), la délégation permet néanmoins à Falck de rencontrer le doge Leonardo Loredan. À la fin de l’année 1513, Falck quitte à nouveau Fribourg pour Milan. La Diète l’a en effet choisi pour être l’un de ses deux représentants permanents auprès du duc Massimiliano Sforza. Ce dernier le nomme capitaine de la Martesana, un office qui recouvre des fonctions judiciaires, administratives et fiscales.
À son retour de Milan, il est nommé lieutenant d'avoyer et les autorités fribourgeoises, pour le remercier de son implication dans la promotion de leur église, lui accordent d’édifier pour lui et ses héritiers une chapelle dans la nouvelle collégiale. À peine les travaux entrepris, Falck annonce son intention de partir en pèlerinage en Terre sainte. Le 20 avril 1515, il part à Venise où, après avoir obtenu un sauf-conduit du doge Loredan pour son voyage, il embarque sur une galée pour Jaffa. De retour de pèlerinage en janvier 1516, après la défaite de Marignan, Falck trouve la situation politique de sa patrie considérablement changée. Malgré son rôle de chef du parti pontifical fribourgeois, la ville lui réitère sa confiance en le nommant avoyer et en lui confiant les négociations de paix avec le roi de France. Ces nouvelles responsabilités ne vont pas sans soulever de polémique et Falck doit venir se disculper devant le conseil des « bruits mensongers » qui courent à son sujet. Après avoir joué un rôle important dans les négociations qui aboutissent à la « paix perpétuelle », il se rend à Paris avec le capitaine Hans Schwarzmurer  pour obtenir le scellement du traité par François Ier. Les Confédérés le chargent de négocier avec le roi l’obtention de bourses pour des étudiants suisses désireux d’étudier dans la capitale française. Falck obtient le financement du séjour d’un étudiant par canton. Le roi le fait également « chevalier doré » (eques auratus) pour s’assurer sa loyauté.

### Décès
Falck consacre les dernières années de sa vie à défendre les intérêts de Fribourg et des cantons confédérés. Au début de 1519, il souhaite repartir pour la Terre sainte. Il est à nouveau choisi comme chef de la Compagnie au départ de Baden pour Venise. En chemin, il visite la ville de Zurich et se familiarise avec deux récits de voyage manuscrits (Itinerarium terrae sanctae) en Terre Sainte (Guillelmus Textor et Bernhard von Breidenbach) dans la bibliothèque du Grossmünster où il note sa visite et sa consultation dans le codex. À Venise, Pierre Falck consigne ses dernières volontés. Après une traversée d’un mois (21 juin-27 juillet), la compagnie aborde Jaffa et arrive deux semaines et demi plus tard à Jérusalem. Durant le voyage du retour, leur navire échappe aux pirates; cependant une maladie infectieuse attrapée  sur l'île de Chypre, probablement le typhus ou le paludisme , provoque la mort de plusieurs passagers. Falck n’est pas épargné et meurt le 6 octobre 1519 au large de Rhodes. Les pèlerins confédérés obtiennent que son corps ne soit pas jeté à la mer mais débarqué sur l’île. À l’issue de négociations avec le grand-maître de l’ordre de Saint-Jean de Jérusalem, ils obtiennent de l’enterrer dans l’église des Franciscains observants, soit vraisemblablement à Sainte-Marie-des-Victoires, alors l’une des plus prestigieuses églises de Rhodes.

## Bibliothèque

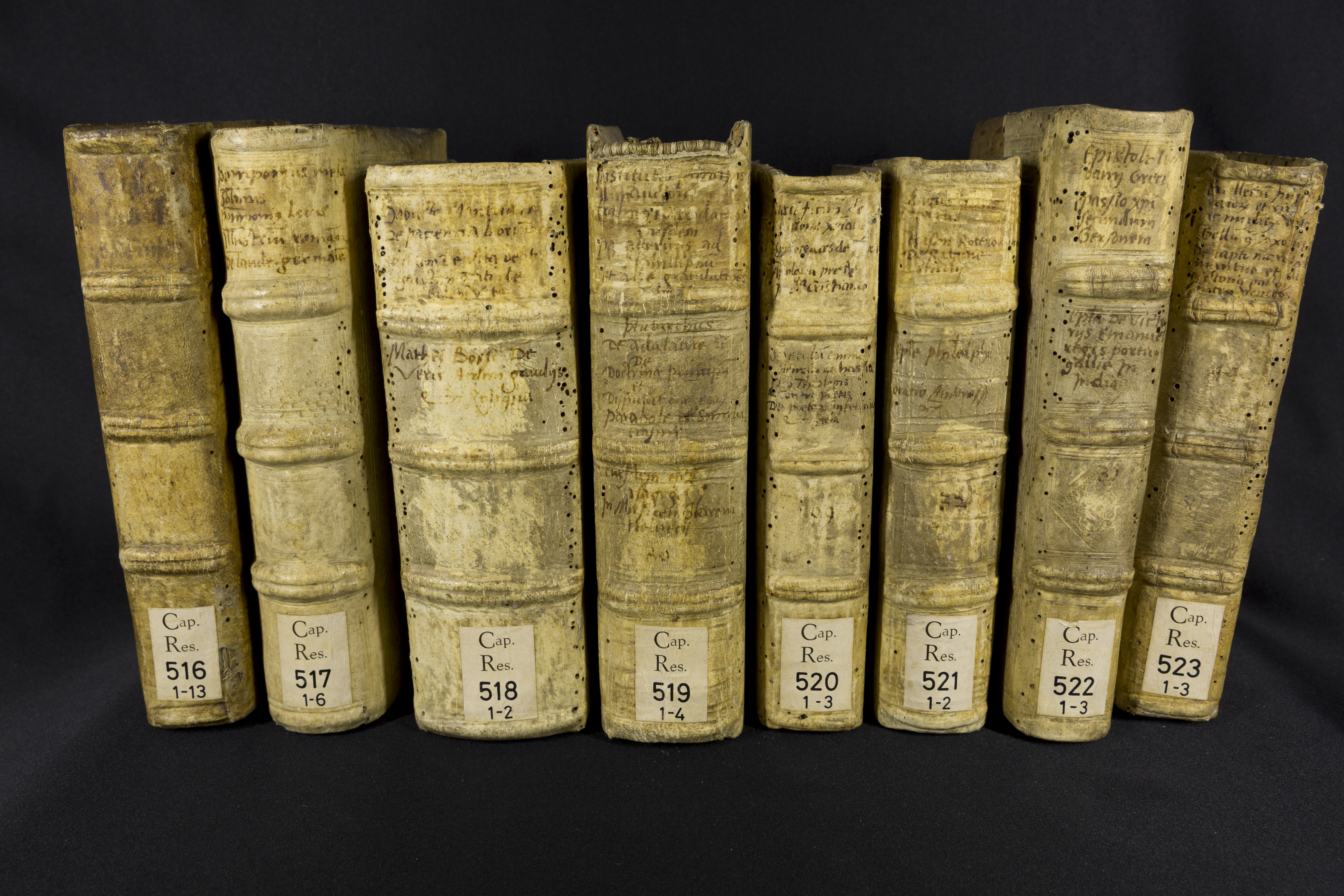
Quelques livres de la bibliothèque de Pierre Falck

Au cours de sa carrière de diplomate, Falck a acquis un ethos humaniste au contact des cercles de lettrés. Sa bibliothèque compte plusieurs éditions de collections de lettres d’humanistes et d’auteurs antiques. Elle témoigne de l'intérêt du Fribourgeois pour l’humanisme italien, en particulier pour l’œuvre d’Érasme. Figure emblématique de l' humanisme fribourgeois, Falck s’est entouré aussi d’humanistes suisses avec lesquels il collabore ou qu’il protège en tant que mécène : le Lucernois Oswald Geisshüsler (Myconius), Joachim Vadian et Heinrich Glarean, les Glaronais Fridolin Eglin (Hirudaeus), Peter et Valentin Tschudi ainsi que le Fribourgeois Peter Cyro (Richardus). Au sein de ce réseau constitué d'amis et d'obligés, le livre est surtout un objet symbolique. Donné par le mécène, il est le signe de la protection et de l’amitié accordée au protégé; offert par le protégé, le livre devient un témoignage de reconnaissance à l’égard du mécène.
Il ne reste plus aujourd'hui de la bibliothèque de Pierre Falck que 110 volumes. Ce chiffre s’obtient en ajoutant les découvertes récentes aux volumes inventoriés par le père Adalbert Wagner portant la trace d’une intervention de Falck (marques de possesseur et annotation marginale). Sur cet ensemble, 96 ont été repérés dans des collections et des fonds de bibliothèques ou d’archives et dans des collections privées : 73 sont conservés depuis 1982 à la Bibliothèque cantonale et universitaire de Fribourg, à laquelle le couvent des Capucins les a cédés en 2004 ; 23 autres se trouvent dans des bibliothèques suisses, françaises, belges, anglaises et américaines. Des 14 derniers, il ne subsiste plus que la trace – mentions dans des lettres adressées à ou de Falck ou dans la littérature secondaire des XIXe et XXe siècles. Trois de ces 14 volumes ont été volés aux Capucins en 1975 en même temps qu’une dizaine d’autres imprimés anciens. Les ouvrages volés ont aussitôt été mis en vente et se trouvent probablement aujourd’hui en mains privées.